# 伊瓦尔·默尔高
伊瓦尔·默尔高（丹麥語：Ivar Mølgaard，20世纪—），丹麦男子赛艇运动员。他曾代表丹麦参加世界赛艇锦标赛，获得二枚金牌、一枚银牌和一枚铜牌，均来自男子轻量级八人单桨有舵手项目。